# Giaan Rooney
Giaan Leigh Rooney, född 15 november 1982 i Brisbane, är en australisk simmare.
Rooney blev olympisk guldmedaljör på 4 x 100 meter medley vid sommarspelen 2004 i Aten.